# جيروم تورنر
جيروم تورنر (بالإنجليزية: Jerome Turner)‏ هو قاضي ومحامي أمريكي، ولد في 18 فبراير 1942 في ممفيس في الولايات المتحدة، وتوفي بنفس المكان في 12 فبراير 2000.